# You Suffer
You Suffer è una canzone del gruppo grindcore inglese Napalm Death, dodicesima traccia del loro album di debutto, Scum. È diventata famosa per essere entrata nel Guinness dei Primati come "la canzone più corta". È lunga esattamente 1,316 secondi. Il suo testo recita: "You suffer... but why?".
Data la sua brevità, i Napalm Death hanno suonato questa canzone in tutti i loro spettacoli dal vivo.

## Formazione
- Nicholas Bullen - voce, basso
- Justin Broadrick - chitarra
- Mick Harris - batteria